# 延德里
延德里始建于1936年，由华信工程司建筑师沈理源设计，位于当时的天津英租界的福发道（Forfar Road）（今和平区岳阳道），目前为一般保护等级历史风貌建筑。

## 建筑风格
延德里为四幢独立式住宅和两幢联排式住宅形成组团，建筑均为二层砖木结构楼房，外立面为硫缸砖清水墙，装饰简洁，建筑顶部为多坡屋顶，大筒瓦屋面，每户均设有独立院落。延德里的两幢联排式住宅临街设置，四幢独立式住宅位于组团内部对称设置，给居住者创造了很好的私密空间。

## 建筑图片

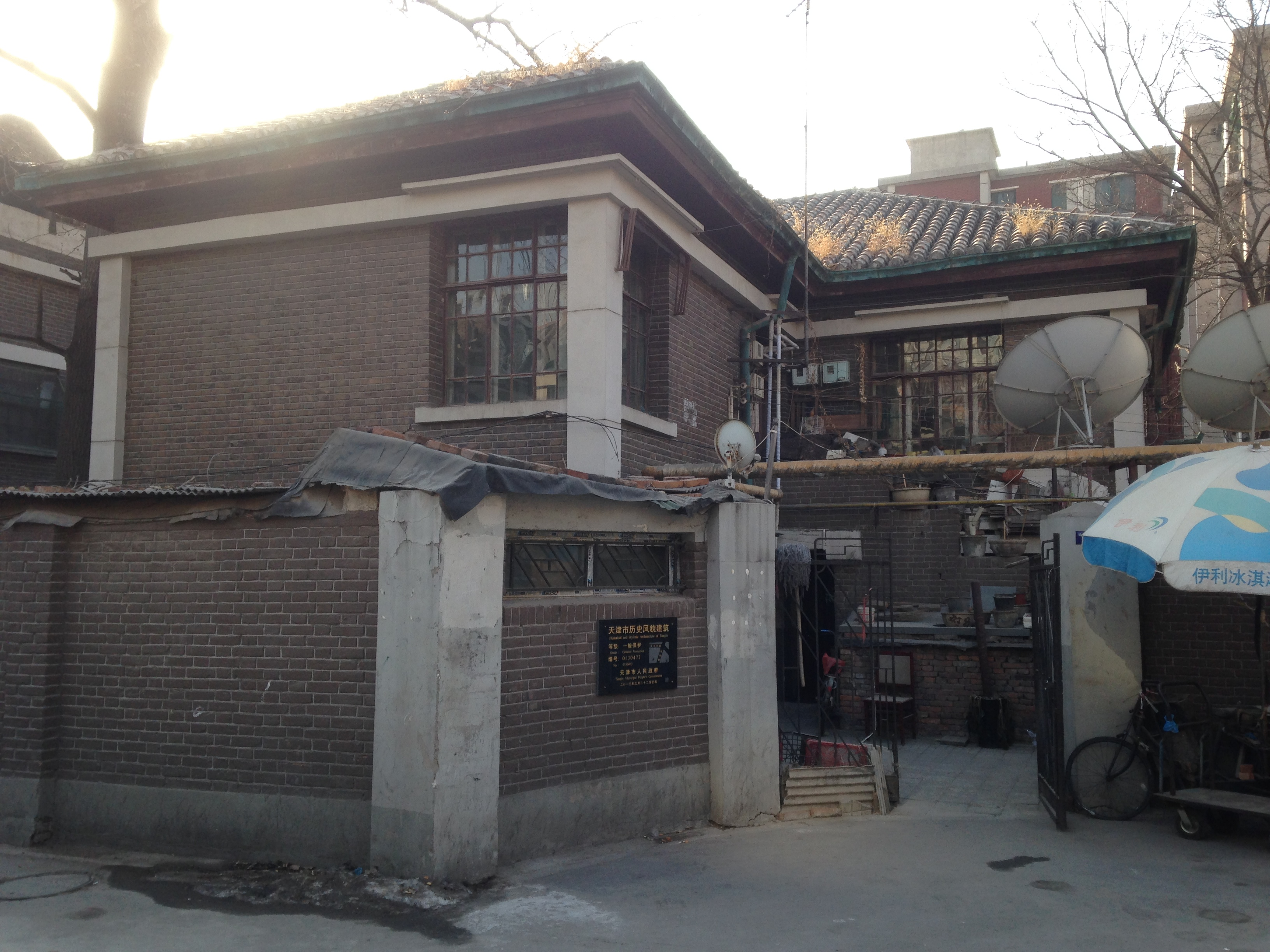
岳阳道延德里3号
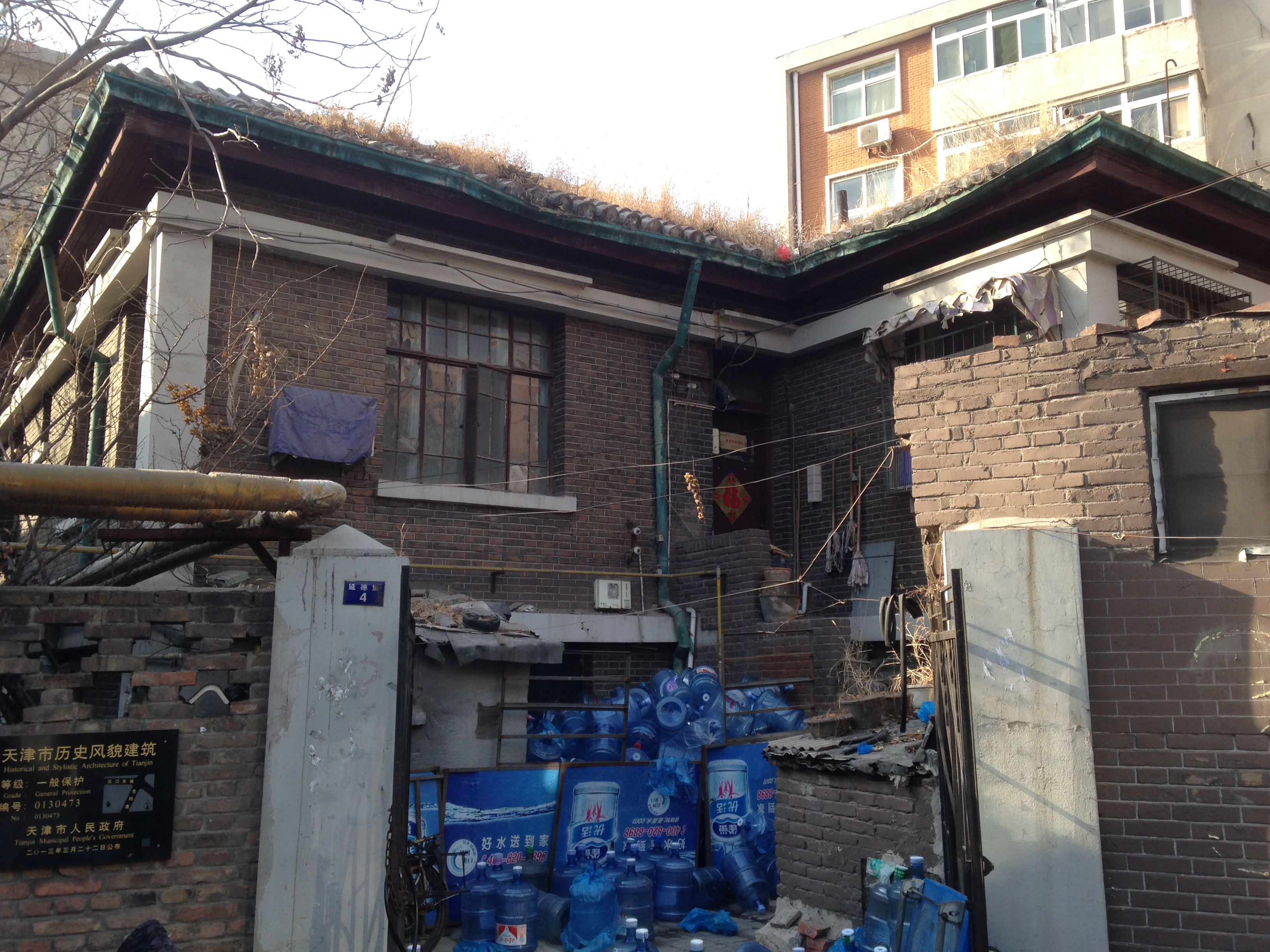
岳阳道延德里4号
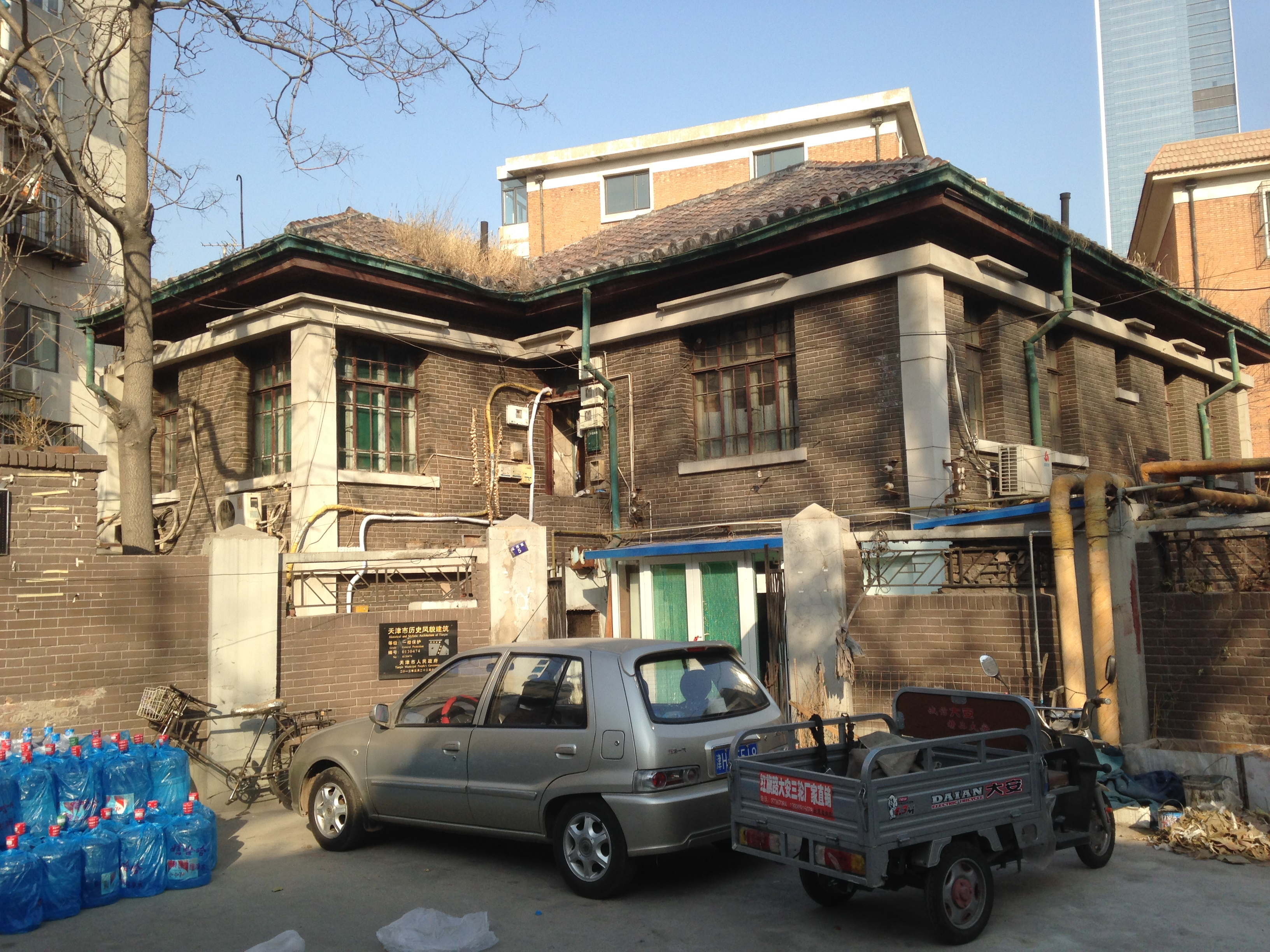
岳阳道延德里5号
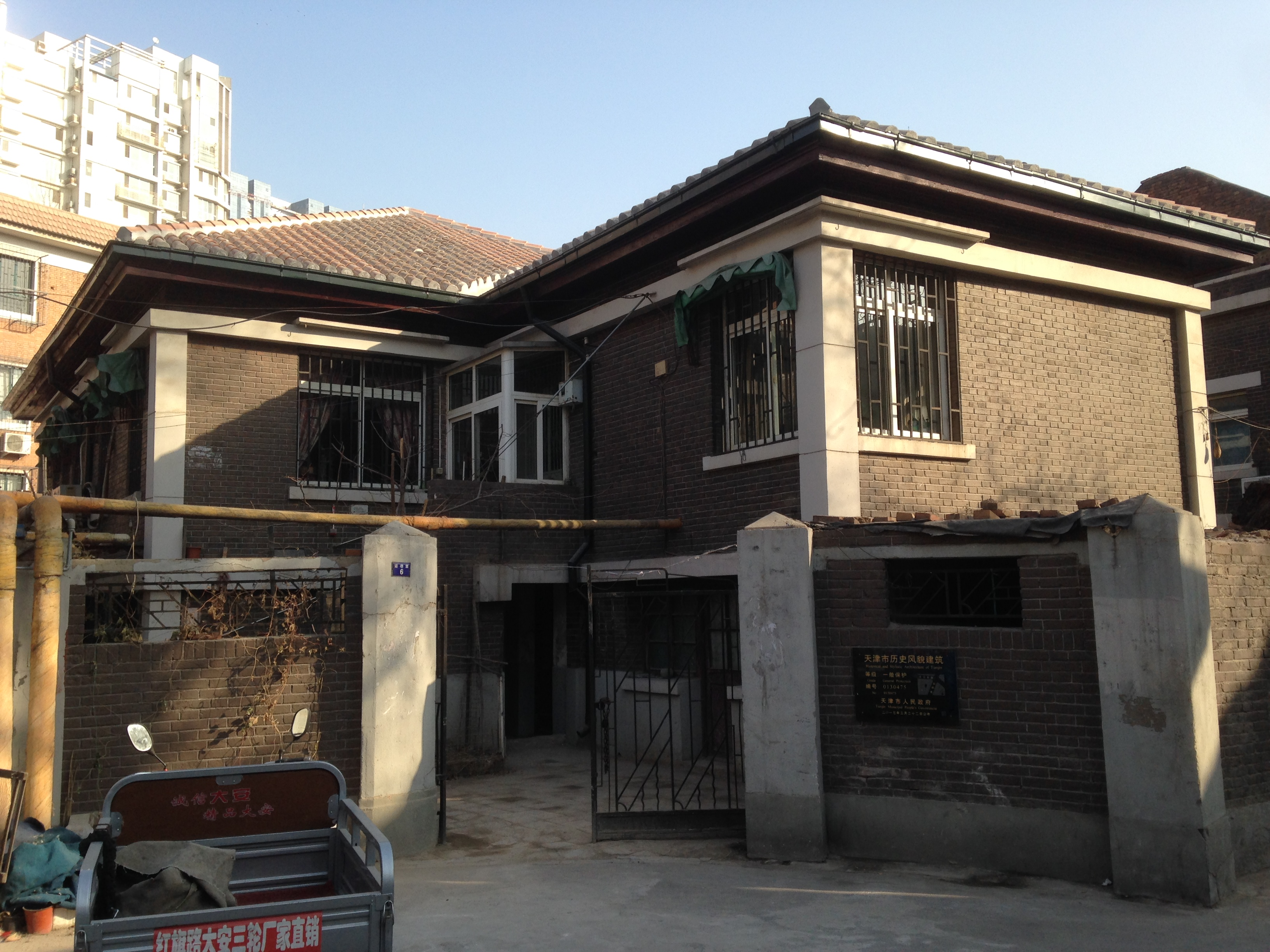
岳阳道延德里6号
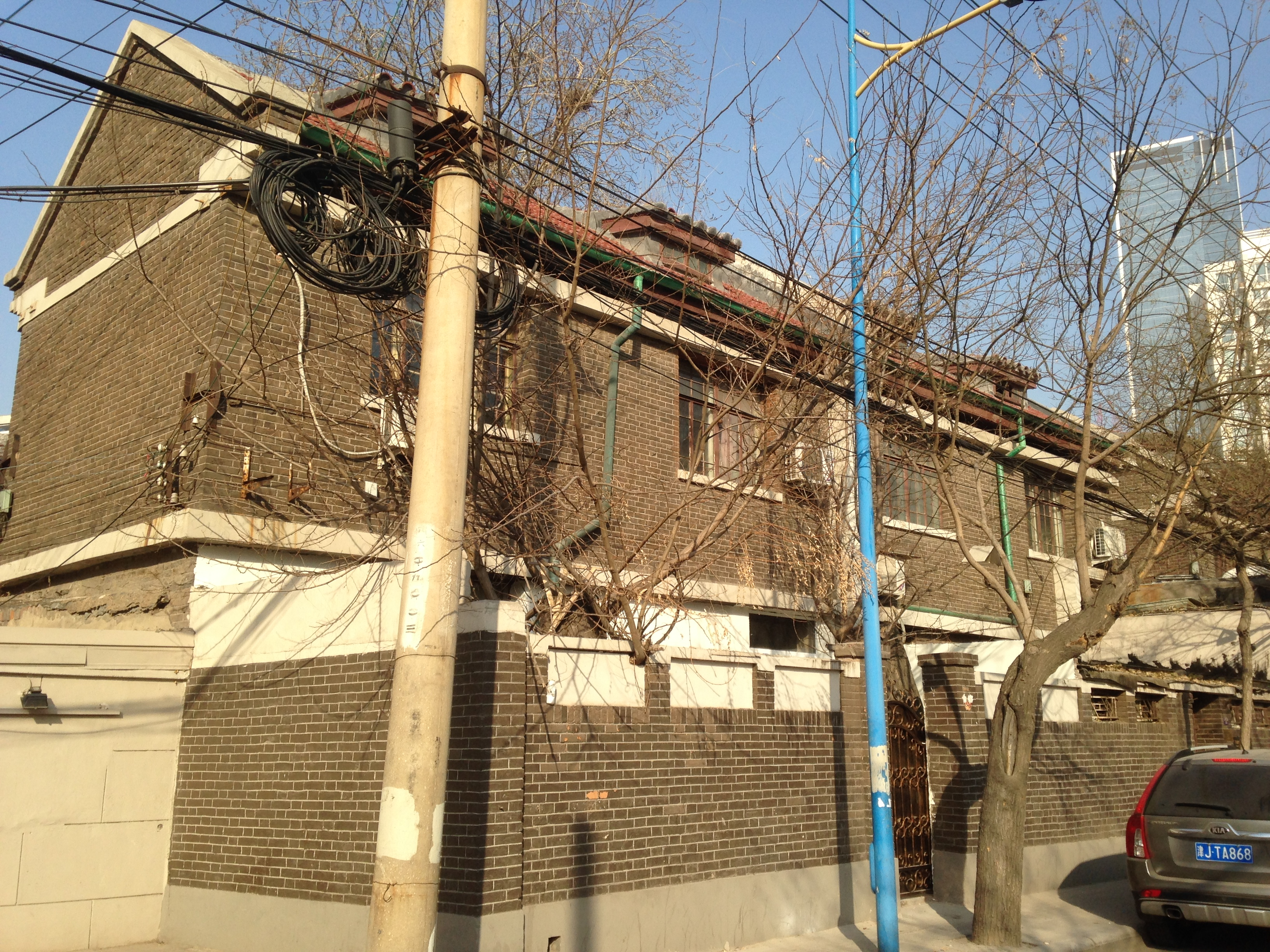
岳阳道58-60号，延德里1号